# Falsacionismo

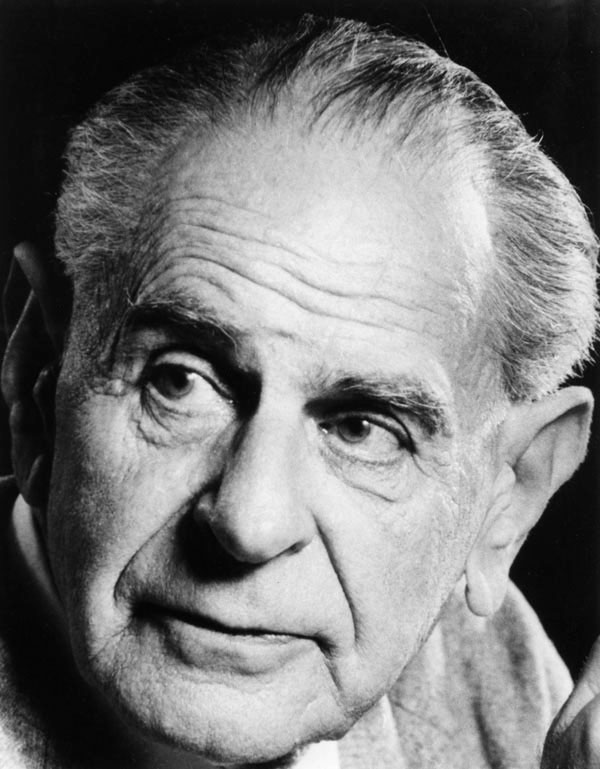
Sir Karl Raimund Popper. Autor de la obra La lógica de la investigación científica.

El falsacionismo o racionalismo crítico es una corriente epistemológica fundada por el filósofo austriaco Karl Popper (1902-1994). Para Popper, contrastar una teoría significa intentar refutarla mediante un contraejemplo. Si no es posible refutarla, dicha teoría queda «corroborada», pudiendo ser aceptada provisionalmente, pero no verificada; es decir, ninguna teoría es absolutamente verdadera, sino a lo sumo «no refutada». El falsacionismo es uno de los pilares del método científico.
El filósofo Karl Popper entendió que los filósofos del Círculo de Viena (al cual él mismo estuvo muy vinculado, aunque no como miembro) habían mezclado dos problemas diferentes para los que habían resuelto dar una única solución: el verificacionismo. En contraposición a este punto de vista, Popper remarcó que una teoría podría perfectamente tener significado sin ser científica, y que, como tal, un «criterio de significación» podría no necesariamente coincidir con un «criterio de demarcación». Así pues, ideó su propio sistema, al que se denomina falsacionismo (cabe señalar que Popper no llama a su metodología falsacionismo, sino racionalismo crítico). Este no solo es interpretable como una alternativa al verificacionismo; supone también un acuerdo acerca de la distinción conceptual que habían ignorado las teorías previas.
Para Popper —y a diferencia del Círculo de Viena— la ciencia no es capaz de verificar si una hipótesis es cierta, pero sí puede demostrar si esta es falsa. Por eso no sirve la inducción, porque por mucho que se experimente nunca se podrá examinar todos los casos posibles, y basta con un solo contraejemplo para echar por tierra una teoría. Así pues, frente a la postura verificacionista preponderante hasta ese momento en filosofía de la ciencia, Popper propone el falsacionismo. Aunque Popper era realista no aceptaba la certeza, es decir, nunca se puede saber cuándo nuestro conocimiento es cierto. Popper comenzó describiendo la ciencia, pero en su evolución filosófica acabó siendo prescriptivo (aunque sin llegar al rigor normativo del Círculo), recomendando a la ciencia el método hipotético deductivo. Es decir, la ciencia no elabora enunciados ciertos a partir de datos, sino que propone hipótesis (que aunque se basen en la experiencia suelen ir más allá de esta y predecir experiencias nuevas) que luego somete al filtro experimental para detectar los errores.
Popper vio la demarcación como un problema central en la filosofía de la ciencia. Propuso el falsacionismo como una forma de determinar si una teoría es científica o no. Simplificando, según Karl Popper se podría decir que si una teoría es falsable, entonces es científica; si no es falsable, entonces no es ciencia.
Para Popper, afirmar que una teoría es científica quiere decir que añade conocimiento racional acerca del mundo empírico, por lo tanto, no puede ser:
- Tautológica (no añade nada)
- Contradictoria (va contra la lógica racional)
- Metafísica (afirma algo que no puede ser comprobado experimentalmente)

La falsabilidad fue uno de los criterios utilizados por el Juez William Overton para determinar que el creacionismo no era científico y que no debería enseñarse en los colegios de Arkansas.
La falsabilidad es una propiedad de los enunciados y de las teorías, y, en sí misma, es neutral. Como criterio de demarcación, Popper busca tomar esta propiedad como base para afirmar la superioridad de teorías falsables sobre las no falsables, como parte de la ciencia, estableciendo así una posición que podría ser llamada falsacionismo con implicaciones políticas.[cita requerida] Sin embargo, muchas cosas de las que pueden ser consideradas como dotadas de significado y utilidad no son falsables. Con toda certeza, los enunciados no falsables desempeñan una función en las propias teorías científicas. Lo que el criterio Popperiano permite ser llamado científico está abierto a interpretación. Una interpretación estricta concedería muy poco, puesto que no existen teorías científicas de interés que se encuentren completamente libres de anomalías. Del mismo modo, si solo consideramos la falsabilidad de una teoría y no la voluntad de un individuo o de un grupo para obtener o aceptar instancias falsables, entonces permitiríamos casi cualquier teoría.
En cualquier caso, es muy útil conocer si un enunciado de una teoría es falsable, aunque solo sea por el hecho de que nos proporciona un conocimiento acerca de las formas con las que alguien podría evaluar una teoría.
La tesis de Duhem-Quine argumenta que no es posible probar que un enunciado ha sido falsado; en su lugar, la falsación ocurre cuando la comunidad científica se pone de acuerdo en que ha sido falsado (véase consenso científico). Esta es una crítica importante al falsacionismo, pues cualquier enunciado observacional, por inocente que parezca, presupone ciertas concepciones acerca del mundo, y resulta imposible dejar de preguntarse si esas concepciones son científicas o no.
El falsacionismo, en todas y cada una de sus múltiples formas, es una idea interesante, pero insuficiente como para caracterizar qué es lo que es ciencia o para resolver el problema de la demarcación. Sufre de una serie de dificultades lógicas y epistemológicas que deberían hacernos detener si lo que buscamos es obtener una respuesta en cuanto a qué es buena ciencia y qué no.

## Del verificacionismo al falsacionismo
Dentro del falsacionismo metodológico, se pueden diferenciar el falsacionismo ingenuo inicial de Popper, el falsacionismo sofisticado de la obra tardía de Popper y la metodología de los programas de investigación de Imre Lakatos.
El problema de la inducción nace del hecho de que no se puede afirmar algo universal a partir de los datos particulares que ofrece la experiencia. Por muchos millones de cuervos negros que se vean, no será posible afirmar que «todos los cuervos son negros». En cambio, basta encontrar un solo cuervo que no sea negro para poder afirmar: «No todos los cuervos son negros». Por esa razón Popper introduce el falsacionismo como criterio de demarcación científica.
Popper en realidad rechaza el verificacionismo como método de validación de teorías. Su tesis central es que no puede haber enunciados científicos últimos, es decir, enunciados que no puedan ser contrastados o refutados a partir de la experiencia. La experiencia sigue siendo el método distintivo que caracteriza a la ciencia empírica y la distingue de otros sistemas teóricos.
Para Popper ni existen puntos de partida incuestionables ni la racionalidad científica los requiere. El asunto de la verdad es, pues, cuestión del método de buscarla y del método de reconocer la falsedad. Aunque la ciencia es inductiva en primera instancia, el aspecto más importante es la parte deductiva. La ciencia se caracteriza por ser racional, y la racionalidad reside en el proceso por el cual sometemos a crítica y reemplazamos, o no, nuestras creencias. Frente al problema de la inducción Popper propone una serie de reglas metodológicas que nos permiten decidir cuándo debemos rechazar una hipótesis.
Popper propone un método científico de conjetura por el cual se deducen las consecuencias observables y se ponen a prueba. Si falla la consecuencia, la hipótesis queda refutada y debe entonces rechazarse. En caso contrario, si todo es comprobado, se repite el proceso considerando otras consecuencias deducibles. Cuando una hipótesis ha sobrevivido a diversos intentos de refutación se dice que está corroborada, pero esto no nos permite afirmar que ha quedado confirmada definitivamente, sino solo provisionalmente, por la evidencia empírica.

## Método falsacionista
Para los falsacionistas el científico es un artista en tanto que debe proponer audazmente una teoría que luego será sometida a rigurosos experimentos y observaciones. El avance en la ciencia está en falsar sucesivas teorías para así, sabiendo lo que no es, poder acercarse cada vez más a lo que es.
Las hipótesis que proponen los falsacionistas deben ser falsables, es decir, pueden ponerse a prueba y ser desmentidas por los hechos o por un experimento adverso. Para cumplir con esta condición, las hipótesis deben ser lo más generales posible y lo más claras y precisas posible. Una hipótesis falsable no sería «mañana tal vez llueva», ya que en ningún caso se puede falsar («mañana tal vez no llueva»).
Una hipótesis falsable sería «el planeta Mercurio gira en una órbita». Una hipótesis más general (y por lo tanto más falsable) sería «todos los planetas giran en una órbita». Y una hipótesis más precisa (y por lo tanto también más falsable) sería «todos los planetas giran en una órbita elíptica».
Los falsacionistas siempre prefieren las hipótesis o teorías que sean más falsables, es decir más susceptibles de ser demostrada su falsedad, mientras que no hayan sido ya falsadas. Así la ciencia progresaría a base de ensayo y error.
Una teoría será considerada falsable cuando se pueda dividir de manera precisa sus enunciados de base —referidos a acontecimientos observables— en dos subclases no vacías: la de todos los enunciados de base con los cuales está en contradicción —que enuncian lo que ella excluye o prohíbe—, sus falsadores potenciales, y la de todos los enunciados con los cuales no está en contradicción —los que enuncian lo que ella permite—.

## Críticas
El filósofo de la ciencia William Herbert Newton-Smith, expresa así su crítica:

...para Popper, al aceptar el más modesto de los enunciados de observación estamos implícitamente aceptando alguna teoría, y no podemos sentirnos más justificados al creer en un enunciado observacional que en los enunciados teóricos pertinentes.
W. H. Newton-Smith, La racionalidad de la ciencia.

### Falsacionismo sofisticado
El falsacionismo sofisticado es el nombre que da Imre Lakatos a su crítica a la epistemología y al falsacionismo, basada en lo que él denomina programas de investigación científica.
La metodología de los programas de investigación supone un paso más allá en el falsacionismo ya que resuelve algunos de sus problemas. Debido a esto, Lakatos pasa a denominar falsacionismo ingenuo al defendido por Karl Popper en su libro La lógica de la investigación científica, mientras que llama falsacionismo sofisticado a las sugerencias más tardías de Popper, así como a su propia metodología de los programas de investigación.

### Tesis de Duhem-Quine
La tesis de Duhem-Quine (o, de forma más amplia, holismo confirmacional) establece que es imposible poner a prueba de forma aislada una hipótesis científica, porque un experimento empírico requiere asumir como ciertas una o más hipótesis auxiliares (también llamadas asunciones antecedentes - background assumptions). La hipótesis en cuestión es incapaz por sí misma de realizar predicciones. En realidad, las consecuencias de la hipótesis típicamente yacen en las hipótesis auxiliares de las cuales derivan predicciones. Lo anterior impide que una teoría devenga en conclusivamente falsable a través de significados empíricos si las hipótesis auxiliares no son probadas (ya que las hipótesis auxiliares a veces incluyen una o más teorías científicas). De tal forma, para desaprobar la idea de que la Tierra estaba moviéndose algunos notaron que las aves no se alteraban en el cielo cuando emprendían el vuelo desde las ramas de los árboles. Este hecho ya no es aceptado actualmente como evidencia empírica para refutar el movimiento de la tierra porque la física ha adoptado un sistema distinto de hipótesis que permite hacer predicciones distintas[cita requerida].
De tal forma, de acuerdo con esta tesis

"dada la suficiente imaginación, cualquier teoría (consistente en una o un conjunto finito de proposiciones) puede ser salvada permanentemente de "refutación" por medio de algún ajuste adecuado en el contexto del conocimiento que la contiene"
Imre Lakatos